# Trường Sinh Linh Giá

Quyển Nhật Ký của Tom Riddle trong phim Harry Potter và Phòng chứa Bí mật.

Trường Sinh Linh Giá (tiếng Anh: Horcrux) là một vật dụng phép thuật trong bộ truyện giả tưởng Harry Potter của J. K. Rowling. Đó là một dụng cụ thuộc về Nghệ thuật Hắc ám được tạo ra để đạt đến sự bất tử. Khái niệm Trường Sinh Linh Giá được dùng đầu tiên ở tập 6 Harry Potter và Hoàng tử lai, mặc dù có những Trường Sinh Linh Giá đã tồn tại từ những tập trước đó mà không được nhận biết. Thông qua nhân vật Horace Slughorn mà các đặc tính của Trường Sinh Linh Giá được đưa ra. Việc tìm thấy và phá hủy những Trường Sinh Linh Giá của Chúa tể Voldemort là vấn đề chính được đề cập đến 2 tập truyện cuối của bộ truyện: Harry Potter và hoàng tử lai và Harry Potter và Bảo bối tử thần.

## Định nghĩa
Trường Sinh Linh Giá được Rowling định nghĩa là "một vật chứa mà một phù thủy Hắc ám có thể giấu một mảnh linh hồn đã xẻ ra của hắn với mục đích đạt được sự bất tử". Với phần của một linh hồn của một phù thủy được chứa trong đó, phù thủy đó sẽ trở nên bất tử miễn là Trường Sinh Linh Giá đó còn nguyên vẹn, thường nó được giấu ở một vị trí an toàn. Nếu cơ thể của phù thủy đó bị hủy hoại, thì một mảnh linh hồn đó sẽ được bảo quản bên trong Trường Sinh Linh Giá. Tuy nhiên, việc hủy diệt cơ thể của người tạo ra Trường Sinh Linh Giá sẽ làm cho phù thủy đó ở trạng thái sống một nửa, "tệ hơn cả một con ma đúng nghĩa". Chúa tể Voldemort sống trong tình trạng đó khi hắn cố dùng Lời nguyền Chết chóc lên đứa bé Harry Potter và bị phản nguyền. Phép thuật liên quan đến việc tạo ra một Trường Sinh Linh Giá được xem là ma thuật hắc ám nhất của Nghệ thuật Hắc ám.
Một Trường Sinh Linh Giá có thể được tạo ra từ bất kì vật dụng bình thường nào, bao gồm cả cơ thể sống. Việc hủy diệt một Trường Sinh Linh Giá đi kèm với sự hủy diệt mảnh linh hồn chứa đựng trong nó, chấm dứt sự bảo vệ và hoàn trả lại trạng thái tồn tại cho người tạo ra nó. Nếu một phù thủy tạo ra nhiều hơn một Trường Sinh Linh Giá, phù thủy đó sẽ bất tử cho đến khi tất cả các Trường Sinh Linh Giá bị hủy diệt. Một khi điều đó xảy ra, phù thủy đó sẽ chết như bình thường nếu bị tử thương.
Mảnh linh hồn nằm trong một Trường Sinh Linh Giá cũng có khả năng chiếm giữ linh hồn của những người khác. Sự chiếm giữ này được giới hạn đối với những người đã trở nên quá gần gũi về mặt cảm xúc với Trường Sinh Linh Giá đó. Khi đã bị ám, linh hồn nằm trong Trường Sinh Linh Giá có thể điều khiển hoàn toàn hành động của một người mà người đó hoàn toàn không hay biết về sự kết nối. Lúc đó, một phù thủy Hắc ám có thể chiếm giữ cả cơ thể người bị ám bằng cách hút cạn sức sống của người đó. Những sự liên kết linh hồn dạng này không mở rộng sang những Trường Sinh Linh Giá khác. Các Trường sinh linh giá tồn tại và hoạt động gần như độc lập khi thứ kết nối giữa chúng – linh hồn chính của Voldemort – không đủ mạnh để đảm bảo sự liên kết tâm linh.
Chúa tể Voldemort là pháp sư duy nhất được nói đến chính xác là đã tạo ra một Trường Sinh Linh Giá (dù vài nhân vật khác cũng được biết đã thực hiện điều này), và là pháp sư duy nhất được biết đã tạo ra nhiều hơn một Trường Sinh Linh Giá. Trong bài phỏng vấn gần đây, tác giả J.K. Rowling nói đến Herpo the Foul, người nói Xà ngữ và người nuôi con Tử xà Basilisk đầu tiên, là người đầu tiên tạo ra Trường Sinh Linh Giá.

## Việc tạo ra Trường Sinh Linh Giá
Như được miêu tả trong Harry Potter và hoàng tử lai, việc tạo ra một Trường Sinh Linh Giá đòi hỏi người đó phải giết một người khác, điều là "hành vi tội ác tột độ nhất", để "xẻ linh hồn ra thành các phần". Linh hồn của người tạo nên bị phân chia, và một lời nguyền để làm mảnh linh hồn ngấm vào một đồ vật được chọn sẽ trở thành một Trường Sinh Linh Giá được thực hiện. Giáo sư Horace Slughorn đã nói với Tom Riddle: "Tâm hồn được xem là nguyên vẹn và toàn thể...Xẻ nhỏ linh hồn là một hành động đi ngược lại với tự nhiên". Truyện cũng ẩn ý rằng Voldemort trở nên ít nhân tính hơn khi mỗi lần một Trường Sinh Linh Giá được hắn tạo ra, ngay cả trước khi định nghĩa đó được đưa ra rõ ràng; Rubeus Hagrid nói trong tập 1 là có lời đồn rằng cái chết của Voldemort là "chuyện tầm phào" bởi vì không còn đủ "con người trong hắn để có thể chết" nữa.
Không có giới hạn rõ ràng nào về mặt tính chất các đồ vật có thể được biến thành Trường Sinh Linh Giá - thậm chí một sinh vật sống cũng có thể được sử dụng. Chúa tể Voldemort đã chọn những đồ vật thiên về giá trị lịch sử hoặc giá trí tình cảm đáng quý, hay như Albus Dumbledore phân tích, những đồ vật "có giá trị về mặt danh tiếng".

## Việc hủy diệt Trường Sinh Linh Giá
Trường Sinh Linh Giá rất khó hủy diệt. Chúng không thể bị tiêu hủy bởi những cách thông thường như đập vỡ, bị bể hoặc đốt cháy. Để tiêu diệt được một Trường Sinh Linh Giá phải gây cho nó một sự hủy diệt tột độ đến nỗi không thể chữa được bằng phép thuật. (Những cách đặc biệt cho việc này được liệt kê chi tiết bên dưới). Khi một Trường Sinh Linh Giá đã bị hủy diệt hoàn toàn, mảnh linh hồn bên trong nó cũng sẽ bị tiêu diệt theo.
Trường Sinh Linh Giá có thể xóa bỏ tác dụng nếu người tạo nó trải qua cảm giác ăn năn sâu sắc đối với hành động giết người để tạo ra Trường Sinh Linh Giá đó. Nỗi dằn vặt ấy có thể sẽ rất đau đớn đến độ có thể giết chết phù thủy ấy.

## Những Trường Sinh Linh Giá của Chúa tể Voldemort
Việc tạo ra Trường Sinh Linh Giá của Voldemort là trung tâm cho những tập truyện sau cùng của Harry Potter. Con số 7 là con số quyền lực và bí ẩn trong thế giới của Harry Potter. Do đó, Voldemort đã có ý định chia linh hồn mình thành bảy mảnh, với sáu mảnh chứa trong những Trường Sinh Linh Giá và mảnh cuối cùng ở trong cơ thể mình. Khi Voldemort tấn công ở thung lũng Godric vào ngày 31 tháng 10 năm 1981, hắn đã toan tính tạo ra Trường Sinh Linh Giá thứ sáu, và cũng là cái cuối cùng bằng cái chết của "Kẻ được chọn". Tuy hắn bị đánh bại, nhưng thật ra hắn lại thành công trong việc đó: Khi cơ thể hắn bị trúng lời nguyền Chết chóc, một mảnh linh hồn của hắn đã thoát ra và tìm cách lọt vào cơ thể sống duy nhất trong căn phòng – Harry Potter. Điều đó đã biến Đứa bé sống sót thành Trường Sinh Linh Giá thứ bảy. Voldemort, không hay biết việc này, đã "hoàn tất" bộ Trường Sinh Linh Giá với con rắn Nagini của hắn, vì thế đã chia linh hồn hắn tổng cộng thành tám mảnh (kể cả cái nằm trong cơ thể hắn), chứ không phải bảy. Sự việc phức tạp này thậm chí còn đi xa hơn. Đó là trong cả bộ truyện, vào bất kì lúc nào cũng chỉ tồn tại sáu Trường Sinh Linh Giá, vì: trước thời điểm Nagini được tạo thành một Trường Sinh Linh Giá (khoảng giữa năm 1993), một Trường Sinh Linh Giá ban đầu đã bị tiêu diệt (quyển nhật ký, bởi Harry Potter, vào năm 1992).
Tất cả các Trường Sinh Linh Giá (cái được tạo ra có chủ đích) đều là những thứ quan trọng hoặc mang một giá trị tinh thần đối với Voldemort.
Mỗi Trường Sinh Linh Giá của Chúa tể Voldemort bị tiêu hủy bởi mỗi nhân vật khác nhau, như trong bảng sau:
| Trường Sinh Linh Giá                 | Bằng cái chết của                            | Nơi giấu                                               | Tiêu hủy bởi       | Tiêu hủy bằng cách    | Ghi chú |
| ------------------------------------ | -------------------------------------------- | ------------------------------------------------------ | ------------------ | --------------------- | --- |
| Chiếc nhẫn của Marvolo Gaunt         | Thomas Riddle-Ông nội của Tom Marvolo Riddle | Căn lều của Gaunt                                      | Albus Dumbledore   | Thanh gươm Gryffindor | Voldemort tạo ra Trường Sinh Linh Giá này mà không biết viên đá trên chiếc nhẫn là Viên đá Phục sinh, Bảo bối thứ hai trong ba Bảo bối Tử thần.                                                           |
| Nhật ký của Tom Riddle               | Ma Myrtle khóc nhè                           | Được hỗ trợ bởi Lucius Malfoy                          | Harry Potter       | Nanh Tử xà            | Lucius Malfoy tuồn quyển nhật ký cho Ginny Weasley để mở Phòng chứa bí mật, mà không biết đó là một Trường Sinh Linh Giá.                                                                                 |
| Chiếc cúp của Helga Hufflepuff       | Hepzibah Smith                               | Ngân hàng Gringotts, ở căn hầm nhà Bellatrix Lestrange | Hermione Granger   | Nanh Tử xà            | Bị lấy cắp từ Hepzibah Smith, cùng với Mề đay của Salazar Slytherin. |
| Mặt dây chuyền của Salazar Slytherin | Một kẻ Muggle lang thang                     | Một hang động ở sườn bờ biển                           | Ron Weasley        | Thanh gươm Gryffindor | Hepzibah Smith mua dây chuyền của Slytherin ở tiệm Borgin&Burkes, cùng với Chiếc cúp của Hufflepuff. Cái gốc được lấy khỏi hang động bởi R.A.B và Kreacher.                                               |
| Vương miện của Rowena Ravenclaw      | Một nông dân người Albani                    | Phòng cần thiết ở trường Hogwarts                      | Harry Potter       | Nanh Tử xà            | Được tìm thấy trong Phòng cần thiết bởi Harry, thiêu hủy bằng nanh tử xà và bị Ron đá vào ngọn lửa lời nguyền được tạo ra bởi Crabbe.                                                                     |
| Harry Potter                         | Lily Potter                                  | Không được giấu                                        | Chúa tể Voldemort  | Lời nguyền Chết chóc  | Khi Lời nguyền Chết chóc bị phản nguyền, một phần linh hồn của Voldemort đã bay vào sinh vật sống gần nhất, Harry Potter.                                                                                 |
| Con rắn Nagini                       | Bertha Jorkins                               | Không được giấu                                        | Neville Longbottom | Thanh gươm Gryffindor | Cụ Dumbledore tin rằng Trường Sinh Linh Giá này được tạo ra bằng Frank Bryce, nhưng tác giả J. K. Rowling nói rằng Trường Sinh Linh Giá thật ra đã được tạo ra từ trước, bằng vụ giết hại Bertha Jorkins. |

## Những Trường Sinh Linh Giá trong truyện Harry Potter
Những Trường Sinh Linh Giá do Chúa tể Voldemort tạo ra là trung tâm cho những chi tiết truyện gần nhất trong bộ Harry Potter. Trong tập Harry Potter và hoàng tử lai, thầy Dumbledore có nói rằng thầy tin là rất có thể Voldemort đã tạo nên 6 Trường Sinh Linh Giá từ 6 vụ giết người quan trọng, và giữ mảnh linh hồn còn tồn tại bên trong chính hắn, vậy là 7 mảnh linh hồn của hắn được cất giữ ở 7 nơi. Voldemort làm như vậy vì con số 7 là con số quyền lực và bí ẩn. Do đó, bất kỳ ai muốn giết hẳn Voldemort đầu tiên phải xác định và hủy diệt tất cả những Trường Sinh Linh Giá đó, trước khi loại trừ phần linh hồn trong cơ thể hắn.Tuy nhiên, Hermione đã nói rằng linh hồn Voldemort đã đạt giới hạn và hắn không thể xé nhỏ linh hồn mình ra nữa.
Các Trường Sinh Linh Giá của Voldemort thường là những đồ vật có liên quan đến quá khứ của Voldemort hoặc tầm quan trọng, giá trị tình cảm đối với vị Chúa tể này. Vì Voldemort chỉ có thể tạo ra một Trường Sinh Linh Giá bằng cách cố tình thực hiện một cuộc ám sát, biết được hoàn cảnh và cách sắp xếp về những hành động giết người đó của hắn có thể mang lại manh mối về những vị trí khả dĩ và hình dáng của các Trường Sinh Linh Giá.
Tuy nhiên, Dumbledore cũng thừa nhận rằng những nhận dạng về các Trường Sinh Linh Giá chỉ là giả thuyết. Voldemort chưa có thể đạt được tham vọng tạo ra 7 mảnh linh hồn cho chính hắn. Quyển nhật ký đã bị hủy diệt vào đoạn cuối của tập Phòng chứa bí mật và Trường Sinh Linh Giá thứ sáu cũng là cái cuối cùng của Voldemort (con rắn Nagini) được tin là được tạo ra vào đoạn mở đầu của tập Chiếc cốc lửa.

## Danh sách các Trường Sinh Linh Giá

### Chiếc nhẫn của Marvolo Gaunt

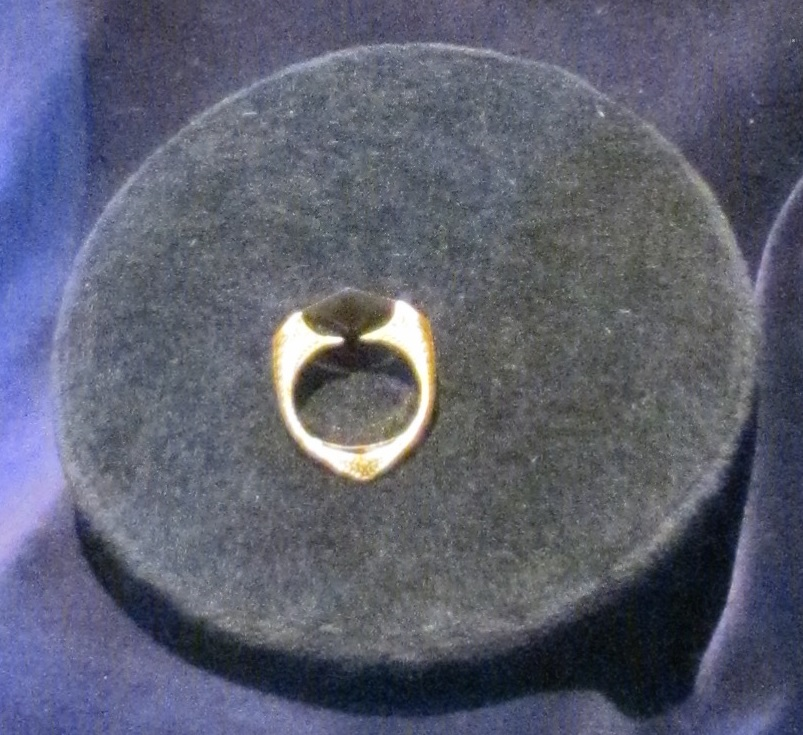
Chiếc nhẫn của Marvolo Gaunt

Tom Riddle đã tạo Trường Sinh Linh Giá đầu tiên với chiếc nhẫn của ông ngoại mình, Marvolo Gaunt, trong kì nghỉ hè sau năm thứ năm ở trường Trường Hogwarts dành cho phù thủy và pháp sư. Hắn thực hiện lời nguyền bằng cái chết của cha mình. Chiếc nhẫn được giới thiệu ở chương thứ bốn trong tập truyện Hoàng tử lai, và đã được giáo sư Albus Dumbledore tiêu hủy. Tuy nhiên, khi đó quyền năng của nó vẫn chưa được tiết lộ.
Chậu Tưởng ký cho thấy Riddle đã lấy đi chiếc nhẫn vàng có đính một viên đá màu đen với biểu tượng ma thuật từ cậu của hắn Morfin Gaunt, người mà hắn đã dàn dựng để đổ tội giết cha và ông mình. Riddle mang chiếc nhẫn khi còn là học sinh ở Hogwarts, nó xuất hiện trên tay hắn trong ký ức của Horace Slughorn. Nhưng cuối cùng lại giấu nó ở căn nhà mà gia đình Gaunt đã sinh sống vào mùa hè chỉ một khoảng thời gian ngắn trước khi năm học thứ sáu ở Hogwarts bắt đầu. Nó được giấu ở dưới sàn nhà, đặt trong một chiếc hộp bằng vàng và được bảo vệ bởi rất nhiều bùa phép, cho đến khi cụ Dumbledore tìm thấy nó.
Giáo sư Dumbledore tìm thấy chiếc nhẫn của Marvolo Gaunt vào kì nghỉ hè trong tập Hội Phượng Hoàng và Hoàng tử lai. Cụ đã tiêu hủy Trường Sinh Linh Giá đó bằng Thanh gươm Gryffindor và bị thương trầm trọng bởi một lời nguyền kinh khủng ẩn trong chiếc nhẫn sau khi đeo nó vào tay mình. Vết thương làm cho cánh tay trái của cụ bị biến dạng vĩnh viễn và đáng ra đã giết chết cụ rất nhanh chóng nếu không có sự can thiệp của Severus Snape, người đã tìm được cách trì hoãn những tác dụng tử thương không thể tránh khỏi của nó. Chiếc nhẫn bị hủy ấy được cất trên chiếc bàn nằm ở Phòng Hiệu trưởng trường Hogwarts một thời gian. Harry sau đó đã lưu ý rằng nó không còn ở đó nữa, nhưng không nhận được sự giải thích nào từ thầy Dumbledore.
Trước khi qua đời, giáo sư Dumbledore đã giấu viên đá đen của chiếc nhẫn vào trong một quả Snitch và để lại trái banh ấy cho Harry Potter trong di chúc. Cụ Dumbledore rốt cuộc cũng biết viên đá ấy chính là Viên đá Phục sinh, một trong ba Bảo bối Tử thần. Việc này giải thích vì sao cụ đã mang nó vào tay mình: cụ đã hy vọng sẽ có thể làm viên đá hoạt động và tạ lỗi với gia đình mình, quên mất nó cũng chính là một Trường Sinh Linh Giá mà vì thế nó được ếm nhiều bùa phép hủy diệt. Voldemort vẫn không biết đặc tính pháp thuật của viên đá ấy trong suốt cuộc đời của hắn.
Ở tập 7, Harry khám phá ra rằng viên đá đính trên chiếc nhẫn này chính là "Viên đá Phục sinh" - một trong 3 bảo bối tử thần do anh em nhà Peverell - tổ tiên xa xưa của gia đình Gaunt- truyền lại. Cậu suy đoán rằng chiếc nhẫn được giấu bên trong trái banh Snitch đầu tiên cậu bắt được mà giáo sư Dumbledore đã để lại cho Harry trong di chúc của cụ. Tuy nhiên, mãi đến gần cuối của tập 7, khi Harry chuẩn bị đi gặp Voldermort thì Harry Potter mới giải được câu đố "ta mở vào lúc kết" được khắc trên trái banh Snitch và đã lấy được Viên đá Phục Sinh, và cậu đã dùng "Viên đá Phục sinh" để gọi lên hình bóng của cha mẹ mình, chú Sirius Black và giáo sư Lupin. Hòn đá sau đó bị Harry đánh rơi trong khu rừng Cấm, và cậu nói rằng mình không có ý định tìm lại.

### Quyển nhật ký của Tom Marvolo Riddle

Nhật ký của Tom Riddle (Chúa Tể hắc Ám Voldemort)

Tom Riddle đã biến quyển nhật ký của mình thành Trường Sinh Linh Giá tiếp theo ở năm học thứ sáu tại trường Hogwarts. Hắn đã thực hiện lời nguyền bằng cái chết của một học sinh - con ma khóc nhè Moaning Myrtle (xuất hiện ở tập 2- phòng chứa bí mật) bởi con Tử xà Basilisk. Quyển nhật ký được giới thiệu ở chương thứ tư trong tập truyện Phòng chứa bí mật và được Harry Potter tiêu hủy ở phần cao trào của tập truyện.
Trước khi sụp đổ, Voldemort đã tin cậy giao Trường Sinh Linh Giá đó cho Lucius Malfoy. Dù biết về những đặc tính pháp thuật ma quái của quyển sổ ấy, nhưng Lucius không hay biết thật ra nó chính là một Trường Sinh Linh Giá. Để gây tai tiếng cho Arthur Weasley, Lucius đã giấu quyển nhật ký vào rương của cô con gái Ginny Weasley, cùng với những quyển sách khác khi cô đi mua sắm ở tiệm sách Phú quý và Cơ hàn. Mảnh linh hồn của Tom Riddle đã chiếm giữ Ginny và thông qua cô bé đã một lần nữa mở ra Phòng chứa bí mật và giải phóng con Tử xà Basilisk của Salazar Slytherin. Trong một thời gian ngắn, Harry đã sở hữu quyển nhật ký và bắt đầu nói chuyện với Riddle. Lấy lại quyển nhật ký từ Harry, Ginny đã bị bắt và mang đến Phòng chứa bí mật. Harry đến giải cứu cô bé và đối mặt với Riddle, sau đó nhận ra sự liên hệ giữa quyển nhật ký và sinh khí của Riddle.
Vào cuối tập 2, Harry đã cứu Ginny và hủy diệt quyển nhật ký bằng cách dùng chiếc nanh độc của con Tử Xà đâm vào những trang giấy, mà không hề biết đó là một Trường Sinh Linh Giá (hoặc Trường Sinh Linh Giá là gì). Đó chính là Trường Sinh Linh Giá đầu tiên bị tiêu hủy. Lời kể của Harry cho cụ Dumbledore về quyển nhật ký chính là lời gợi ý đầu tiên của chính cụ cho rằng Voldemort có thể đã tạo nhiều, chứ không phải là một Trường Sinh Linh Giá: "Điều kích thích ta tò mò và cũng làm ta lo lắng chính là việc quyển nhật ký đã hành động vừa như một vũ khí vừa như một kẻ bảo vệ", nghĩa là Voldemort chắc chắn đã nhúng tay vào nó.
Harry mang quyển nhật ký trở lại văn phòng của giáo sư Albus Dumbledore, nơi cả hai đối diện với Lucius Malfoy. Harry trả lại quyển nhật ký cho Malfoy. Thầy Dumbledore sau đó nhận ra quyển nhật ký là một Trường Sinh Linh Giá trong số những cái khác và dự đoán Voldemort chỉ có thể khám phá ra rằng Trường Sinh Linh Giá của hắn đã bị hủy diệt khi mà hắn moi được sự thật từ Lucius Malfoy, và hắn sẽ nổi cơn thịnh nộ vô biên.
Đối với tác giả Rowling, quyển nhật ký là một thứ đồ đáng sợ. Bà đã nói trong một bài phỏng vấn: "Sự cám dỗ, đặc biệt đối với một cô bé, khiến người đó trao hết cảm xúc mình cho quyển nhật ký". Khi được hỏi điều gì sẽ xảy ra nếu Ginny chết và Riddle trốn thoát được, nhà văn đã từ chối, không trả lời thẳng, nhưng có hé lộ rằng "Điều đó sẽ làm Voldemort của hiện tại mạnh lên rất nhiều"

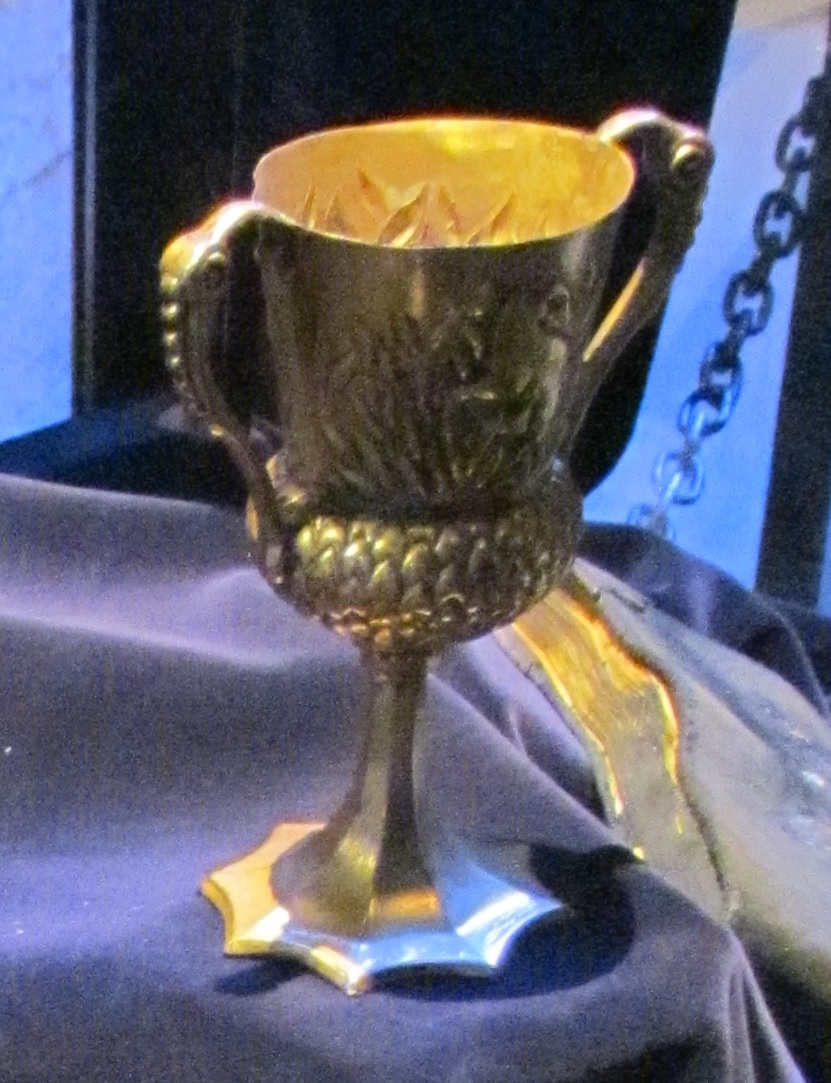
Chiếc cúp của Helga Hufflepuff

### Chiếc cúp của Helga Hufflepuff
Tom Riddle đã biến chiếc cúp của một trong những người sáng lập trường Hogwarts – Helga Hufflepuff – thành Trường Sinh Linh Giá thứ ba của hắn. Lời nguyền được thực hiện với cái chết của Hepzibah Smith. Chiếc cúp được giới thiệu ở chương 20 trong tập Hoàng tử lai và được Hermione Granger tiêu hủy ở chương 31 tập truyện Bảo bối Tử thần. Nó được miêu tả là "một chiếc cúp nhỏ bằng vàng với hai tay cầm trang trí cầu kỳ", với một con lửng được chạm trổ.
Hepzibah Smith, người chủ của chiếc cúp là một hậu duệ xa của Helga Hufflepuff. Riddle đã giết bà, lấy đi chiếc cúp và đổ tội giết người cho con Gia tinh của bà.
Voldemort đã tin tưởng giao chiếc cúp cho Bellatrix Lestrange, ả đã cất kĩ nó trong hầm nhà mình ở Gringotts, nơi mà Harry đã đoán là Voldemort từng một thời nghèo khổ đã có thể đã nghĩ đến. Nhiều thần chú bảo vệ đã được dùng đối với những gì chứa trong căn hầm đó. Harry Potter, Ron Weasley và Hermione Granger đã lấy được chiếc cúp sau khi đột nhập vào được ngân hàng Gringotts.
Hermione đã tiêu hủy Trường Sinh Linh Giá này với chiếc nanh độc của con Tử Xà đã xuất hiện trong Phòng chứa bí mật.

### Mặt dây chuyền của Salazar Slytherin
Với Trường Sinh Linh Giá tiếp theo, Tom Riddle đã chọn mặt dây chuyền của người sáng lập trường Hogwarts khác – Salazar Slytherin– và cũng đã từng thuộc sở hữu của Merope Gaunt, mẹ của Riddle. Lời nguyền được thực hiện bằng cái chết của một người Muggle lang thang. Mặt dây chuyền được giới thiệu ngắn gọn trong tập truyện Hội Phượng Hoàng (chỉ được mô tả là "một mặt dây chuyền nặng mà không ai có thể mở ra được) và được Ronald Weasley tiêu hủy trong chương 19 tập Bảo bối Tử thần.
Mặt dây chuyền của Slytherin đã được truyền lại qua nhiều thế hệ và cuối cùng thuộc về Merope Gaunt. Sau khi bị chồng bỏ, Merope đã bán nó cho Caractacus Burke, chủ của tiệm sách Borgin & Burkes, chỉ với 10 galleons, không xứng đáng với giá trị đích thực của chiếc dây chuyền. Mặt dây chuyền đó sau cùng lại được bán cho Hepzibah Smith. Riddle đã lấy trộm nó, cùng với chiếc cúp sau khi đã giết bà. Khi mặt dây chuyền trở thành một Trường Sinh Linh Giá, Voldemort đã giấu nó trong một hang động, nơi hắn từng làm cho hai người bạn ở trại mồ côi khiếp sợ. Sự bảo vệ bùa phép cho cái hang gồm có một cánh cửa chỉ có thể mở bằng máu, một chiếc thuyền được ếm và Âm binh.
Trong phần Harry Potter và Hoàng tử lai, cụ Dumbledore và Harry đã đến hang động đó để lấy chiếc mề đay này, tuy nhiên nó đã bị lấy đi bởi nhân vật bí ẩn "R.A.B". Ở phần tiếp theo, nhân vật này đã được tìm ra: đó là Regulus Arcturus Black, em trai của Sirius Black.
Regulus Black, một Tử thần Thực tử bị vỡ mộng, đã biết về Trường Sinh Linh Giá đó và nơi giấu nó. Với nỗ lực khiến cho Voldemort sụp đổ, Regulus Black và con gia tinh Kreacher đã phá vỡ những bùa phép bảo vệ và lấy được mặt dây chuyền. Khi Black bị đoàn Âm binh hại chết, Kreacher đã mang mặt dây chuyền về lại căn nhà số 12 Quảng trường Grimmauld. Kreacher tiếp tục giữ chiếc mề đay ấy trong nhiều năm. Dù vậy, khi Hội Phượng Hoàng sử dụng căn nhà làm tổng hành dinh, nó đã bị Mundungus Fletcher - một thành viên hội và cũng là một tên ăn cắp vặt - lấy đi. Hắn đã nộp nó cho Dolores Umbridge để hối lộ được thả đi khi bị bắt quả tang đang ăn trộm đồ.
Hai năm sau, Harry, Ron và Hermione thâm nhập vào Bộ Pháp thuật, nơi mụ Umbridge làm việc, và lấy được cái mặt dây chuyền. Sau đó Ron đã cứu Harry khi Harry bị chiếc mặt dây chuyền làm nghẹt cổ. Trường Sinh Linh Giá bên trong cái mặt dây chuyền đã hiện thành hình của Harry và Hermione, dọa dẫm Ron rằng Harry và Hermione đã để ý nhau trong khi Ron vắng mặt (và đụng chạm đến cả nỗi sợ lớn hơn nữa là trong mắt Hermione, Ron sẽ không bao giờ sánh được với Harry). Trường Sinh Linh Giá đó đã tìm cách chiếm giữ Ron, nhưng Ron đã chống lại được ảnh hưởng của nó và tiêu hủy nó bằng Thanh gươm Gryffindor.

### Mũ miện của Rowena Ravenclaw

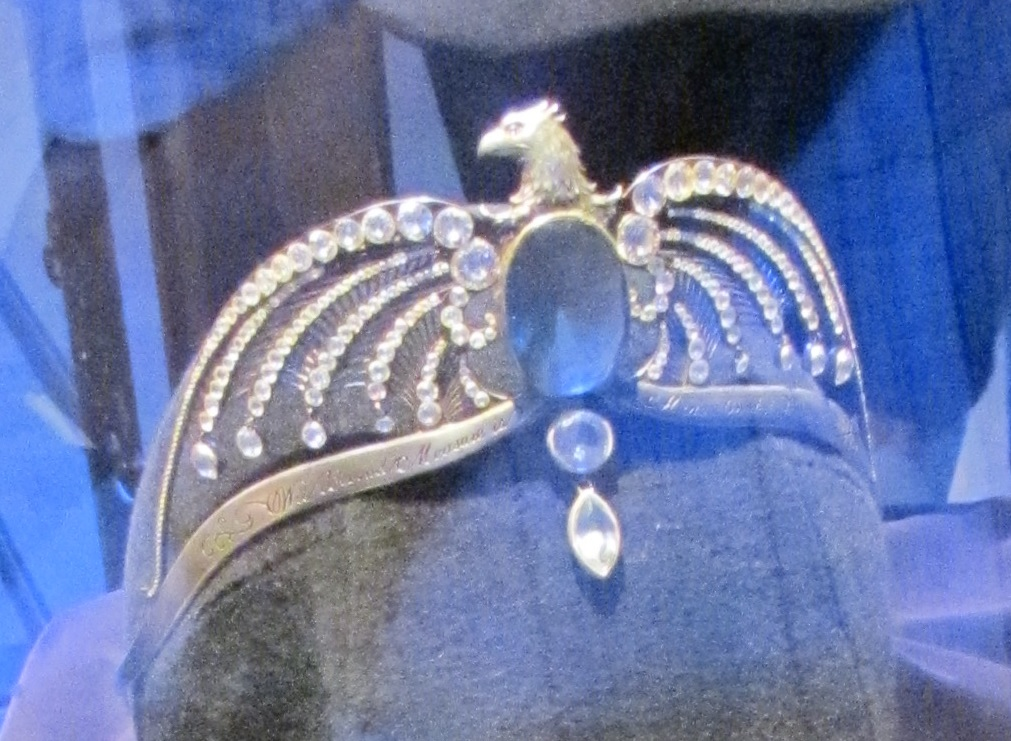
Mũ miện của Rowena Ravenclaw

Chúa tể Voldemort đã tạo ra Trường Sinh Linh Giá thứ năm với Mũ miện của một người sáng lập Hogwarts nữa - Rowena Ravenclaw. Voldemort đã giết chết một nông dân người Albani để thực hiện thần chú. Vòng nguyệt quế được giới thiệu qua lời của Xenophilius Lovegood, cha của Luna Lovegood, trong tập Bảo bối Tử thần. Con gái của Ravenclaw, Helena Ravenclaw, được biết đến là con ma Bà Xám của nhà Ravenclaw, đã lấy trộm chiếc Mũ miện vì cô luôn ganh tỵ với trí thông minh của mẹ mình. Cô đã đi tới Albani, giấu nó trong một bọng cây khi Nam Tước Đẫm Máu đi tìm cô. Ở đây, cô bị Nam tước Đẫm máu, người yêu, và cũng là cấp dưới của Rowena bắt kịp. Nam tước đẫm máu khuyên cô trở về nhưng cô không chịu nên hắn giết cô, rồi sau đó cũng tự sát. Sau đó, cô biến thành con ma của nhà Ravenclaw. Tom Riddle, khi còn là học sinh ở Hogwarts, đã mê hoặc bà khiến bà nói hắn biết vị trí cất giấu Vòng nguyệt quế. Không lâu sau khi rời trường và cái chết của Hepzibah Smith liền đó, Riddle đã tới Albani và lấy đi chiếc Mũ miện để tăng quyền lực cho mình. Vài năm tiếp theo, khi Voldemort trở lại Hogwarts và nộp lại đơn ứng cử vị trí Giáo viên bộ môn Phòng chống Nghệ thuật Hắc ám, hắn đã giấu Vòng nguyệt quế - Trường Sinh Linh Giá ở Phòng cần thiết. Voldemort tin rằng hắn là kẻ duy nhất biết được bí mật này của trường Hogwarts và cái Trường Sinh Linh Giá sẽ được an toàn, đến nỗi hắn không ếm bùa phép gì lên chiếc Mũ miện
Trong Harry Potter và Hoàng tử lai, Harry Potter lần đầu tiên giáp mặt với Mũ miện khi vội vàng tìm chỗ giấu quyển sách Độc dược cũ trong Phòng cần thiết, sau khi cậu ân hận vì đã dùng bùa chú "Cắt sâu mãi mãi" trong quyển sách lên [Draco Malfoy- ở tập 6]. Mũ miện chỉ được nhắc đến là một "chiếc vương miện ngả màu" trong tập sáu lúc Harry cố nhớ lại chính xác nơi cậu đã cất quyển sách. Harry phát hiện ra điều này khi trận chiến thứ hai tại Hogwarts đang diễn ra. Khi miêu tả chiếc Vòng nguyệt quế cho con ma, Harry đã nhớ lại khung cảnh đó, và vội vã tìm cách lấy nó khỏi căn phòng. Mũ miện bị tiêu hủy bởi thần chú Lửa quỷ (Fiendfyre), bởi Vincent Crabbe khi cậu ta, Gregory Goyle và Draco Malfoy tấn công, Harry, Ron và Hermione trong căn phòng cần thiết. Trong cuộc hỗn chiến, Goyle tung ra Lửa Quỷ, đốt cháy hết mọi thứ trong phòng, Harry cùng với hai người kia thoát được cùng với Vincent và Draco, nhưng Gregory đã thiệt mạng vì chính ngọn lửa đó. Sau khi kịp thoát ra, Harry cầm theo chiếc vương miện đã bị đốt cháy và thấy nó vỡ tan trong tay mình. (Chi tiết này trong phim được thay thế bằng việc Harry sử dụng Nanh tử xà đâm vào chiếc vương miện và Ron đá nó vào trong ngọn Lửa quỷ).

### Harry Potter
Voldemort đã vô ý đặt một mảnh linh hồn mình vào trong người của Harry Potter khi tìm cách giết cậu bé. Tác giả đã nói rõ rằng Harry chưa bao giờ trở thành một "đồ vật Hắc ám" đúng nghĩa vì thần chú Trường Sinh Linh Giá đã không được thực hiện. Tuy thế, với tất cả các Trường Sinh Linh Giá, Voldemort sẽ còn bất tử khi mà mảnh linh hồn đó của hắn vẫn còn trong người của Harry. Mảnh linh hồn đó đã bị tiêu hủy bởi chính Voldemort vào đoạn kết thúc của chương 34 trong tập Bảo bối Tử thần.
Khi còn là một đứa trẻ, Harry Potter đã ở trong căn phòng khi Lời nguyền Chết chóc của Voldemort phản nguyền. Linh hồn của Voldemort đã bị yếu đi và bất ổn bởi những vụ giết người liên tiếp của hắn và việc tạo ra các Trường Sinh Linh Giá trước đó. Harry trở thành một Trường Sinh Linh Giá khi một mảnh linh hồn Voldemort lọt vào người cậu sau lời nguyền thất bại đó. Vết sẹo hình tia chớp trên trán của Harry là dấu tích từ vụ mưu sát này.
Mối liên hệ này đã giải thích được rất nhiều chi tiết quan trọng. Trong suốt bộ truyện, Harry có khả năng nhìn thấy được trạng thái cảm xúc và suy nghĩ của Voldemort, cho phép người đọc có thể biết được tình hình của hắn. Việc nhìn thấu vào bên trong này thường đi kèm với việc cái sẹo trên trán Harry nổi cơn đau. Thông qua Voldemort, Harry cũng thừa hưởng khả năng nói và hiểu được Xà ngữ. Nhà văn Rowling cũng tiết lộ trong một bài phỏng vấn rằng những cơn đau thường xuyên từ cái sẹo của Harry khi Voldemort trở nên phấn khích, ở gần Harry hoặc có một nỗi xúc cảm mãnh liệt, thật ra là từ mảnh linh hồn bên trong mong muốn thoát ra khỏi Harry và nhập vào mảnh linh hồn chính.
Khi Voldemort biết được khả năng thần giao cách cảm này của Harry, hắn vẫn không biết rằng Harry đã vô tình được chính mảnh linh hồn của hắn bảo vệ.

### Nagini
Nagini (theo nghĩa tiếng Hindu: nāgin – rắn hổ mang cái; nāg - rắn hổ mang) là con rắn khổng lồ được Voldemort biến thành Trường Sinh Linh Giá cuối cùng. Voldemort dự tính Nagini là Trường Sinh Linh Giá thứ sáu, nghĩa là sẽ chia linh hồn hắn thành bảy mảnh, một con số mà hắn cho rằng mang quyền lực phép thuật. Nhưng vì hắn đã vô tình biến Harry thành một Trường Sinh Linh Giá và không biết điều đó, nên Nagini trở thành Trường Sinh Linh Giá thứ bảy, mặc dù chỉ có sáu Trường Sinh Linh Giá tồn tại cùng một lúc kể từ khi quyển nhật ký bị hủy diệt. Voldemort đã giết nhân viên Bộ Phép thuật Bertha Jorkins để thực hiện thần chú. Với quyển nhật ký, Voldemort muốn biến Nagini thành một công cụ cũng như để bảo vệ cho sự bất tử của bản thân. Nagini được giới thiệu trong chương đầu của tập Chiếc cốc lửa. Con rắn đã bị Neville Longbottom giết chết trong chương cuối của tập Bảo bối Tử thần.
Voldemort có thể nói chuyện với Nagini với khả năng nói Xà ngữ, ngôn ngữ của loài rắn. Người đọc biết đến Nagini đầu tiên khi con rắn lưu ý tới Frank Bryce, người làm vườn già đã làm cho gia đình Riddle sau này, và báo động cho Voldemort biết. Trong năm thứ tư Harry học ở trường Hogwarts, cơ thể tạm thời của Voldemort đã được cứu sống nhờ vào nọc độc của Nagini, lấy ra từ tay Peter Pettigrew. Trong tập Harry Potter và Hội Phượng Hoàng, Harry đã nhìn thấy trực tiếp cảnh Nagini tấn công ông Arthur Weasley trong giấc mơ, khi đó cậu thấy mình chính là con rắn. Thầy Albus Dumbledore tin rằng điều này là do mối liên hệ đặc biệt giữ Harry và Voldemort, vì tâm trí Voldemort cũng vô tình nằm trong Nagini cùng lúc đó. Đó là dấu hiệu đầu tiên cho thấy sự liên hệ sâu sắc hơn giữa Nagini và Voldemort, có khả năng trao đổi suy nghĩ cho nhau, và kể cả với Harry.
Trong tập cuối, Nagini đã ăn thịt Charity Burbage, giáo sư bộ môn Muggle học ở trường Hogwarts, sau khi bà bị giết. Nagini sau đó nằm trong cơ thể của Bathilda Bagshot, và dùng nơi ẩn náu để thực hiện cuộc đột kích bất ngờ với Harry khi cậu đến Thung lũng Godric. Vì rắn có thể cảm nhận nhiệt độ và chuyển động khác với cách của con người nên Nagini có thể dò thấy Harry và Hermione thậm chí khi họ dưới chiếc Áo khoác Tàng hình. Sau khi biết được Harry đang tìm kiếm những Trường Sinh Linh Giá, Voldemort đã giữ Nagini trong một chiếc lồng được bảo vệ, nhưng vẫn dùng nó để giết Severus Snape. Khi tưởng Harry đã chết, Nagini được giải phóng và quấn trên vai Voldemort khi đám Tử thần Thực tử diễu hành ăn mừng trở lại Hogwarts. Khi Neville Longbottom công khai tỏ ý bất phục Voldemort, hắn đã trừng phạt cậu bằng cách đặt Chiếc nón phân loại lên đầu cậu và đốt cháy nó. Trong lúc cuộc chiến nảy sinh, Neville đã rút ra từ Chiếc nón Thanh gươm Gryffindor và chặt đứt đầu Nagini.
Vì con rắn chính là Trường Sinh Linh Giá còn lại của Voldemort, cái chết của Nagini đã dẫn tới cuộc đấu tay đôi hoành tráng giữa hắn và Harry Potter. Voldemort không còn một Trường Sinh Linh Giá nào nữa. Và vì thế, cái chết của hắn trong trận đấu đã đặt dấu chấm hết cho cuộc đời hắn.